# Tadeusz Bagier
Tadeusz Maria Bagier (ur. 12 kwietnia 1919 w Skałacie w województwie tarnopolskim, zm. 8 marca 1991 w Katowicach) – polski dziennikarz. 

## Życiorys
Był synem Władysława i Stanisławy Kocaj. W latach 1937–1939 studiował na wydziale prawa i administracji wyższej szkoły dziennikarskiej. W latach 1940–1941 w instytucie pedagogicznym we Lwowie. Podczas okupacji mieszkał w Stanisławowie i prowadził tam sklep z artykułami gospodarstwa domowego. W 1942 został aresztowany przez gestapo. W 1944 zadebiutował w prasie w piśmie Przykarpacka Ukraina. 27 lutego 1945 przybył do Katowic i został redaktorem naczelnym  w dziale zagranicznym Trybuny Robotniczej. Od 30 lipca 1945 do 31 lipca 1969 był redaktorem naczelnym katowickiego pisma Sport. Po odejściu ze Sportu był zastępcą redaktora naczelnego Wieczoru. W 1976 przeszedł na emeryturę.